# Ingamay Hörnberg
Ingamay Hörnberg, folkbokförd Inga-Maj Linnea Hörnberg, ogift Johansson, född 15 maj 1948 i Sörby församling i dåvarande Skaraborgs län, är en svensk sångerska, programledare och röstskådespelare. Hon är känd för att under 18 år medverkat med tygdockan Skurt i TV3:s barnprogram.

## Karriär

### Tiden som kristen artist
Hörnberg var engagerad inom pingströrelsen, där hon brukade spela gitarr och sjunga vid fadern pingstpastor Tore Johanssons möten. Hon upptäcktes av sångaren Jan Sparring och fick skivkontrakt i slutet av 1960-talet.
Under 1960- och 1970-talen sjöng Hörnberg framför allt andliga sånger. I en video berättar hennes mor Maj-Lise Johansson om forna tider. Tillsammans sjöng de gamla andliga sånger ur sin vaxdukssångbok. Den sång man kanske främst förknippar Ingamay Hörnberg med är "Tänk att få vakna", som är en svensk översättning av Cat Stevens "Morning has broken". Hörnberg skrev själv den svenska texten till sången.
Hörnberg arbetade som radiopratare på SR P1 och brukade kåsera och spela andlig sång och musik. Hon vidgade gärna begreppet och fick ofta anonym kritik.

### Tiden som programledare
År 1980 bestämde hon sig för att bryta med skivbolaget och göra något annat. Tre år senare valde hon även att lämna pingstförsamlingen. Orsaken var att hon börjat ifrågasätta uppdelningen i kristna och icke-kristna. Hon kunde inte längre stå för det exkluderande budskapet i sin sång "Låt oss alla en gång mötas", där hon sjungit "då får de som älskar Jesus flytta närmare Gud". Hon tog också avstånd från kyrkans bedömning av homosexuella.
Under en tid studerade Hörnberg till förskollärare. Hon arbetade även extra på Sveriges Television. Där träffade hon TV-producenten Bengt Roslund som övertalade henne att presentera tygdockan Skurt för TV3:s programchef som var på tillfälligt besök. Det resulterade i några provinspelningar och senare två halvtimmesprogram i veckan. 1988 och nästan 20 år framåt formgav och medverkade Hörnberg i TV3:s barn- och familjeprogram med tygdockan Skurt. Det blev över 3 000 program. Flera av dessa har även visats i svenska skolor.
Under samma period arbetade hon även framför och bakom kameran i diverse underhållnings-, sång- och livsåskådningsprogram i andra kanaler.

### Comeback som sångare
I samband med Minns du sången-programmen som sändes åren omkring 1999 gjorde Ingamay Hörnberg efter många år comeback som sångerska. År 2003 släppte hon skivan "Nära dig ändå" och 2005 även "Dag till ro". Skivorna går innehållsmässigt i samma anda som hennes tidigare. I samband med skivsläppen uppträdde hon på festivaler, bland annat i Norge.
Hörnberg reser ofta runt i förskolor och skolor (utan Skurt) och sjunger med barnen ur den orange sångboken Nu ska vi sjunga. Hon är dessutom berrättarröst och programledare i olika informations- och utbildningsprogram.
År 2011 hade hon inlett ett samarbete med musikern Lennart Sjöholm som producerade hennes skivor på 1970-talet. De gav konserter till förmån för Felix barnbyar i olika länder. Tillsammans med Hasse Hallström har de senare gått över till att hålla konserter för Läkarmissionens hjälparbete.

## Familj
Ingamay Hörnberg var mellan 1970 och 1984 gift med pastor Lars Hörnberg och de fick en son 1973. Hon sammanlevde sedan under en längre period med TV-producenten Bengt Roslund (1929–2020). År 2021 gifte hon sig med musikproducenten Lennart Sjöholm.

## Låtar i urval
- Ande skön, publicerad i Countryton & Gospelsång av Roberth Johansson (Bornelings 2011)

## Diskografi
- 1966 – Barnens julskiva (EP) (Hemmets Härold)
- 1967 – Längtan hem (EP) (Hemmets Härold)
- 1968 – Jag har en vän (EP) (Hemmets Härold)
- 1970 – Det är så härligt (Singel) (Hemmets Härold)
- 1973 – Barn av en modern tid (Signatur)
- 1974 – Tänk att få vakna (Signatur)
- 1975 – Jag följer dig (Signatur)
- 1977 – Kom in i Guds solsken (Signatur)
- 1978 – Min stund på jorden (Prim)
- 1980 – Hallå där med Elmer, Squirt & Co (tillsammans med Linda Hutchens) (Prim)
- 1981 – Ingamay (Prim)
- 2003 – Nära dig ändå (Talking Music)
- 2005 – Dag till ro (Talking Music)
- 2024 – Det bästa med Ingamay (Talking Music)